# Tronzano Lago Maggiore
Tronzano Lago Maggiore est une commune italienne de la province de Varèse dans la région Lombardie en Italie.

## Toponyme
Nommé en février 1863, Bassano di Tronzano, mais dès novembre avec son nom actuel. Dérive du nom latin Tarcontius avec suffixe génitif -anus.

## Administration
| Période                                  | Période  | Identité         | Étiquette | Qualité   |
| ---------------------------------------- | -------- | ---------------- | --------- | --------- |
| 8/6/2009                                 | En cours | Antonio Palmieri |           | infirmier |
| Les données manquantes sont à compléter. |          |                  |           |           |

### Hameaux
Bassano, la Costa, la Mora, Riva, Lanterna, Poggio, il Bersagliere, Ronco Scigolino, Monti di Bassano, Monte Borgna, la Crocetta, Santa Maria di Lourdes, Porto